# Lingzhi Gewog
Lingzhi (bhutanisch གླིང་གཞི་ Wylie gling gzhi) ist einer von acht Gewogs (Blöcke) des Dzongkhags Thimphu in Westbhutan. Zusammen mit dem Soe Gewog und Naro Gewog bildet der Lingzhi Gewog den Unterdistrikt (Drungkhag) Lingzhi.
Lingzhi Gewog ist wiederum eingeteilt in fünf Chiwogs (Wahlkreise). Laut der Volkszählung von 2005 leben in diesem Gewog 495 Menschen auf einer Fläche von 485 km² in 120 Haushalten.
Der Gewog befindet sich im Norden des Distrikts Thimphu und erstreckt sich über Höhenlagen zwischen 3445 und 6782 m. Das gesamte Gebiet des Gewogs liegt im Jigme-Dorji-Nationalpark. Wegen der alpinen Höhenlagen wird kaum Ackerbau betrieben, Haupteinnahmequelle der Bevölkerung ist die nomadisch betriebene Aufzucht von Yaks. Aufgrund der jahreszeitlichen Wanderungen mit den Yakherden und wegen der abgelegenen Lage des Gewogs – er ist nur über Saumpfade von Paro und von Dodena im Norden des Thimphu-Tals aus zu erreichen – ist es schwierig und aufwendig der Bevölkerung staatliche Dienstleistungen zur Verfügung zu stellen. Es gibt eine Grundschule und eine Station zur Gesundheitsgrundversorgung (BHU, Basic Health Unit).
| Chiwog                 | Dörfer bzw. Weiler |
| ---------------------- | ------------------ |
| Chhuzarkha ཆུ་ཟར་ཁ་     | Chhuzarkha         |
| Khangkidyuel ཁང་སྐྱིད་ཡུལ་ | Khangkidyuel       |
| Gangyuel སྒང་ཡུལ་        | Gangyuel           |
| Shayuel ཤ་ཡུལ་          | Shayuel            |
| Chagphu ལྕགས་ཕུ་         | Chagphu            |